# Code Lyoko (videogioco)
Code Lyoko è il primo videogioco basato sulla serie animata francese Code Lyoko, si tratta di un titolo di genere action RPG, sviluppato da DC Studios e pubblicato da The Game Factory nel 2007 per Nintendo DS.

## Trama
Il gioco segue la stessa storia della serie animata. Quattro ragazzi del liceo, Jeremie Belpois, Odd Della Robbia, Ulrich Stern e Yumi Ishiyama, devono aiutare una ragazza virtuale chiamata Aelita a fermare l'intelligenza artificiale malvagia XANA dall'attaccare la Terra, attraverso i loro viaggi verso il mondo virtuale di Lyoko. Il gioco è principalmente basato sulla prima e sulla seconda stagione, con piccoli cambiamenti. L'ultimo capitolo del gioco include un breve assaggio del primo episodio della terza stagione, con molti cambiamenti rispetto all'episodio trasmesso in televisione.

## Modalità di gioco
Il gioco presenta sia sezioni a scorrimento laterale, che sezioni in 3D, andando a riprendere il concetto della serie animata di includere due differenti stili di animazione (a due dimensioni nel mondo reale, a tre dimensioni nel mondo virtuale). 
Sulla Terra, si svolgono le sezioni a scorrimento laterale, che ricordano quelle utilizzate nei videogiochi di ruolo tradizionali. Su Lyoko, il gameplay consiste in un sistema di lotta in terza persona, utilizzando le abilità caratteristiche di ogni personaggio per sconfiggere mostri e risolvere rompicapi. 
Il gioco è suddiviso in 15 capitoli, suddivisi a loro volta in ulteriori livelli a scorrimento laterale o in tre dimensioni.